# 경진여객
경진여객운수(京進旅客運輸)는 대한민국 경기도 수원시와 화성시에 연고를 둔 버스 회사이다. 수원시와 화성시 1대에서 다수의 시내버스와 시외버스도 운행하고 있으며, 시외버스 면허는 수원시 면허를 화성시 면허로 바뀌었고 수원시와 화성시 양쪽에 시내버스 면허를 보유하고 있다. 경기도에서 마지막으로 2019년 2월 28일까지 완행 시외버스를 운행한 업체다.

## 연혁
- 1970년 4월 20일: 대명여객으로 설립
- 1981년 5월: 사명을 대명여객에서 정운여객으로 변경
- 1973년 2월 6일: 시외버스 면허 취득
- 1983년 4월: 사명을 정운여객에서 경진운수로 변경
- 1997년 8월 12일: 삼경운수부터 좌석버스 777번과 직행좌석버스 7770번을 양도
- 1999년: 좌석버스 777번에서 도시형버스로 형간전환과 동시에 직행좌석버스와 시외버스 면허를 기존 화성시 면허에서 수원시 면허로 전환
- 2000년 3월: 사명을 경진운수에서 경진여객으로 변경
- 2000년 6월: 수원시 시내버스 면허 취득
- 2007년 2월: 화성시 공영버스 한정면허 취득
- 2008년: 수원대 ~ 사당역 시외버스, 직행좌석버스 7790번, 직행좌석버스 7800번 등으로 각각 형간전환
- 2012년 2월: 직행좌석버스 7900번을 개통
- 2012년 11월: 본사 차고지 내에 가스충전소를 설치
- 2015년 11월 14일: 시외버스 R8155번에서 직행좌석버스 8155번으로 형간전환
- 2016년 2월: 수원시 경유 도시형버스 노선들 일부를 화성시 면허에서 수원시 면허로 전환
- 2017년 1월 24일: 도시형버스 34번과 34-1번 노선을 용남고속으로 이관과 동시에 용남고속에서 운행하던 직행좌석버스 3000번 노선을 이관
- 2017년 3월 10일: 도시형버스 30-1번 노선을 신설
- 2017년 5월 30일: 직행좌석버스 8156번 노선을 신설
- 2017년 7월 3일: 도시형버스 787번 노선을 신설
- 2017년 8월 21일: 도시형버스 38-1번 노선을 신설
- 2018년 4월 26일: 본점 주소를 경기도 수원시 권선구 세화로에서 현 위치인 경기도 화성시 안녕길로 이전
- 2018년 5월 9일: 경기도 화성시 우정읍 조암리 소재 지점 폐쇄
- 2018년 6월 1일: 경기도 수원시 권선구 세화로에 수원지점 설치
- 2018년 11월 5일: 도시형버스 33번, 38-1번, 38-2번 등은 수원여객으로 이관
- 2019년 3월 1일: 시외버스 R8471번, R8472번, R9802번 등이 직행좌석버스로 전환과 동시에 R9801번은 R9802번에 통합되어 시외버스 사업에서 철수
- 2020년 12월 31일: 777번 노선 용남고속에 양도와 동시에 38번 노선 제부여객에 양도
- 2021년 8월 3일: 사모펀드 'MC 파트너스'가 경진여객 인수

## 현황
2021년 1월 기준이다.
| 운행업체         | 보유 노선수 | 보유 노선수 | 보유 노선수 | 보유 노선수 | 보유 노선수 | 등록 대수 | 등록 대수 | 등록 대수 | 등록 대수 | 등록 대수 |
| ---------------- | ----------- | ----------- | ----------- | ----------- | ----------- | --------- | --------- | --------- | --------- | --------- |
| 운행업체         | 노선 합계   | 광역급행    | 직행좌석    | 1반좌석     | 시내1반     | 대수 합계 | 광역급행  | 직행좌석  | 1반좌석   | 시내1반   |
| 경진여객(수원시) | 10          | -           | 8           | 2           | -           | 96        | -         | 94        | 2         | -         |
| 경진여객(화성시) | 57          | 2           | 10          | -           | 45          | 106       | 16        | 70        | -         | 20        |

## 운행 노선

### 직행좌석버스
- ● 1006번: 수원대학교 ↔ 봉담휴먼빌 ↔ 동화초중교 ↔ 봉담2LH단지 ↔ 과천봉담도시고속화도로 ↔ 선바위역 ↔ 강남역 (화성시 면허, 2020년 7월 13일 개통)
- ● 3000번: 수원여대 - 고색역 - 수원역 - 경기도청 - 팔달문 - 장안문 - 홈플러스 북수원점 - 수원종합운동장 - 한일타운 - 경수산업도로 - 의왕 나들목 - 과천봉담도시고속화도로 (의왕요금소) - 선바위역 - 송동마을 - 과천우면산도시고속화도로 - 우면산터널 - 예술의 전당 - 서초역 - 교대역 - 강남역 - 뱅뱅사거리 - 양재역 - 양재시민의숲역 - 양재 나들목 - 선암로 나들목 - 선바위역 (2017년 1월 24일 용남고속에서 이관 받은 노선이다.) (수원시 면허) (2층버스 운행)
- ● 7200번: 동탄2신도시 - 리베라CC - 능동마을입구 - 광교중앙역 - 서울구치소 - 인덕원역 (2020년 7월 31일 개통, 2020년 11월 20일 제부여객에서 이관받은 노선이다.)(화성시 면허)
- ● 7770번: 수원역 ↔ 고등동 행정복지센터 ↔ 수원여자고등학교 ↔ 화서문 ↔ 장안문 ↔ KT 수원지사 ↔ 수원종합운동장 ↔ 홈플러스 북수원점 ↔ 수일중학교 ↔ 파장동 삼익아파트 ↔ 경기도 인재개발원 ↔ 과천봉담도시고속화도로 ↔ 사당역 (수원시 면허) (2층버스 운행)
- ● 7780번: 수원여대 ↔ 권선구청 ↔ 구운중학교 ↔ 웃거리 ↔ 구운사거리 ↔ 율현중학교 ↔ 정자동 중심상가 ↔ 동신아파트 ↔ 수원 SK 스카이뷰 ↔ 동원고등학교 ↔ 과천봉담도시고속화도로 ↔ 사당역 (수원시 면허) (2층버스 운행)
- ● 7790번 : 협성대학교 ↔ 장안대학교 ↔ 봉담읍 ↔ 동일하이빌 ↔ 수원대학교 ↔ 와우2리 ↔ 수영5거리 ↔ 천천IC ↔ 과천봉담도시고속화도로(의왕TG 경유) ↔ 사당역(2008년 12월경 호매실, 율전동을 경유하는 노선을 시내버스로 전환하면서 7790번이 됨. 동시에 봉담택지지구를 경유하는 7800번을 신설. 2020년 2월 2일(일요일) 수원대학교~사당역 구간이 협성대학교~사당역 구간으로 변경으로 인해 수원시 면허에서 화성시 면허로 변경됨)
- ● 7800번: 호매실 ↔ 칠보마을 ↔ 홈플러스 서수원점 ↔ 구운동 주민센터 ↔ 서수원시외버스터미널, 이마트 서수원점 ↔ 율전동 삼성아파트 ↔ 성균관대학교 자연캠퍼스 후문 ↔ 성균관대역 ↔ 율전성당 ↔ 동원고등학교 ↔ 의왕 나들목 ↔ 과천봉담도시고속화도로 ↔ 사당역 (수원시 면허) (2020년 2월 2일 노선 단축, 2층버스 운행)
- ● 8000번: 협성대학교 ↔ 장안대학교 ↔ 봉담읍 ↔ 동일하이빌 ↔ 수원대학교 ↔ 와우2리 ↔ 수영오거리 ↔ 호매실 ↔ 칠보마을 ↔ 서수원터미널 ↔ 성균관대역 ↔ 의왕시청 ↔ 한세대학교 ↔ 군포역 ↔ 금정역 (화성시 면허, 2020년 2월 2일 신설)
- ● 8155번 : 조암터미널 ↔ 발안리 ↔ 향남읍사무소 ↔ 해병대 사령부 ↔ 수원가톨릭대학교 ↔ 장안대학교 ↔ 봉담읍 ↔ 봉담IC ↔ 수도권제2순환고속도로 ↔ 과천봉담도시고속화도로(의왕TG 경유) ↔ 사당역(2015년 11월 14일(토요일)부터 직행좌석버스로 전환됨. 화성시 면허)
- ● 8156번: 하길중학교 ↔ 향남환승터미널 ↔ 해병대 사령부 ↔ 수원가톨릭대학교 ↔ 장안대학교 ↔ 봉담읍 ↔ 과천봉담도시고속화도로 (의왕요금소) ↔ 사당역 (2017년 5월 30일 신설) (화성시 면허)
- ● 8471번: 수원역 (시외버스) ↔ 고색역 ↔ 오목천역 ↔ 봉담읍 ↔ 장안대학교 ↔ 해병대 사령부 ↔ 발안리 ↔ 상신리 ↔ 향남제약공단 ↔ 구문천리 ↔ 신포(청북) ↔ 후사리 ↔ 용성리 ↔ 금곡리 ↔ 안중오거리 ↔ 안중터미널 (수원시 면허)(2020년 11월 1일부터 경기도 공공버스로 전환 및 화성시 면허에서 변경)
- ● 8472번: 수원역 (시외버스) ↔ 고색역 ↔ 오목천역 ↔ 봉담읍 ↔ 장안대학교 ↔ 해병대 사령부 ↔ 발안리 ↔ 상신리 ↔ 향남제약공단 ↔ 구문천리 ↔ 신포(청북) ↔ 후사리 ↔ 청북신도시 ↔ 안중오거리 ↔ 안중터미널 (수원시 면허)(2019년 3월 1일에 시외버스에서 형간 전환, 2020년 11월 1일부터 경기도 공공버스로 전환 및 화성시 면허에서 변경)
- ● 9802번: 수원역 (시외버스) ↔ 고색역 ↔ 오목천역 ↔ 봉담읍 ↔ 장안대학교 ↔ 해병대 사령부 ↔ 발안리 ↔ 제암리 ↔ 매곡리 ↔ 해창리 ↔ 수촌리 ↔ 어은리 ↔ 조암한라비발디 ↔ 조암터미널 (수원시 면허)(2019년 3월 1일 R9801과 통합 및 시외버스에서 형간 전환, 2020년 11월 1일부터 경기도 공공버스로 전환 및 화성시 면허에서 변경)

### 국토교통부의 광역급행버스
- ● M5443번 : 능실마을21단지 - 한양수자인파크원 - 칠보마을 - 서수원버스터미널 - 과천봉담도시고속화도로 - 서초역 - 강남역 - 양재역 - 양재시민의숲 (2019년 3월 12일 개통, 2020년 12월 31일 용남고속에서 이관받은 노선이다.)

## 이전 운행 노선

### 도시형버스
- ● 33번: 수원역 ↔ 평동 행정복지센터 ↔ 고색파출소 ↔ 고색초등학교 ↔ 수원여자대학교 입구 ↔ 오목천 청구A ↔ 수영오거리 ↔ 대진화학 ↔ 봉담읍사무소 ↔ 장안대학교 ↔ 상기리 입구 ↔ 수원가톨릭대학교 ↔ 해병대 사령부 ↔ 덕리 ↔ 팔탄입구 ↔ 진우아파트 ↔ 덕우공단 입구 ↔ 가재3리 ↔ 가재1리 해군 경인분창 ↔ 신성미소지움아파트 ↔ 장짐사거리 ↔ 발안주공아파트 (2018년 11월 5일 수원여객으로 이관)
- ● 33-1번: 조암차고지 - 조암농협 - 우정읍행정복지센터 - 장안면행정복지센터 - 독정리 - 화성농업기술센터 - 꽃밭.식염온천 - 우리꽃식물원 - 제암리 - (→ 발안마을 → 장짐교차로 →/← 발안농협 ←) - 향남읍행정복지센터 - 향남주공1.2단지 - 향남제약공단 - 구문천리 (2022년10월 제부여객 으로 이관)
- ● 33-2번: 조암차고지 - 조암농협 - 우정읍행정복지센터 - (→ 어은1리 → 장안산업단지 →/← 장안면행정복지센터 ← 독정리 ← 화성농업기술센터← 꽃밭.식염온천 ←) - 우리꽃식물원 - 제암리 - (→ 발안마을 → 장짐교차로 →/← 발안농협 ←) - 향남읍행정복지센터 - 향남주공1.2단지 - 향남제약공단 - 구문천리 (2022년 10월 제부여객 으로 이관)
- ● 34번: 왕림휴게소 ↔ 장안대학교 ↔ 봉담읍사무소 ↔ 수영오거리 ↔ 동양매직 ↔ 이마트 봉담점 ↔ 와우리 ↔ 수원대학교 ↔ 융건릉 ↔ 용주사 ↔ 안녕농협 ↔ 안용중학교 ↔ 병점역 후문 ↔ 한일타운 ↔ 홈플러스 병점점 ↔ 병점역 사거리 ↔ 화남아파트 ↔ 안화고등학교 ↔ 태안주공 7~11단지 ↔ 삼성전자 화성캠퍼스 ↔ 반월삼거리 ↔ 신영통현대타운 ↔ 태장초등학교 ↔ 망포역 ↔ 살구골 동아, 현대아파트 ↔ 영통역 ↔ 청명역 ↔ 흥덕중학교 ↔ 이마트 흥덕점 ↔ 흥덕 1, 2단지 ↔ 태평양화학 ↔ 홈플러스 원천점 ↔ 광교호수공원 ↔ 광교동부차고지 (2017년 1월 24일 용남고속으로 이관)
- ● 34-1번: 왕림휴게소 ↔ 장안대학교 ↔ 봉담읍 행정복지센터 ↔ 상봉초등학교 ↔ 동화중학교 ↔ 와우초등학교 ↔ 수원대학교 ↔ 융건릉 ↔ 용주사 ↔ 안녕농협 ↔ 안용중학교 ↔ 병점역 후문 ↔ 한일타운 ↔ 홈플러스 병점점 ↔ 병점역 사거리 ↔ 화남아파트 ↔ 안화고등학교 ↔ 태안주공 7~11단지 ↔ 삼성전자 화성캠퍼스 ↔ 반월삼거리 ↔ 신영통현대타운 ↔ 태장초등학교 ↔ 망포역 ↔ 살구골 동아, 현대아파트 ↔ 영통역 ↔ 청명역 ↔ 흥덕중학교 ↔ 이마트 흥덕점 ↔ 광교호반마을 (휴먼시아20, 수자인) ↔ 광교호수공원 ↔ 광교동부차고지 (2017년 1월 24일 용남고속으로 이관)
- ● 38번: 수원역 ↔ 공구유통타운 ↔ 고색삼거리 ↔ 고색초등학교 ↔ 수원여자대학교 입구 ↔ 영신여자고등학교 ↔ 수영오거리 ↔ 봉담 나들목 ↔ 봉담읍 행정복지센터 ↔ 장안대학교 ↔ 상기리 입구 ↔ 수원가톨릭대학교 ↔ 해병대 사령부 ↔ 팔탄저수지 ↔ 가재리 ↔ 발안삼거리 ↔ 발안초등학교 ↔ 향남읍사무소 ↔ 향남중학교 ↔ 한울초등학교 ↔ 향남초등학교 ↔ 발안바이오과학고등학교 (2020년 12월 31일 제부여객에 양도)
- ● 38-1번: 수원역 - 봉담읍 - 수원 가톨릭대학교 - 해병대 사령부 - 향남2지구 - 상신초등학교 (2017년 8월 21일 운행 개시) (수원여객 32-4번과 동일) (2018년 11월 5일 수원여객으로 이관)
- ● 38-2번: 수원역 ↔ 평동 행정복지센터 ↔ 고색파출소 ↔ 고색초등학교 ↔ 수원여자대학교 입구 ↔ 오목천 청구A ↔ 수영오거리 ↔ 대진화학 ↔ 봉담읍사무소 ↔ 장안대학교 ↔ 상기리 입구 ↔ 수원가톨릭대학교 ↔ 해병대 사령부 ↔ 덕리 ↔ 팔탄입구 ↔ 진우아파트 ↔ 덕우공단 입구 ↔ 가재3리 ↔ 가재1리 ↔ 해군 경인분창 ↔ 화성종합경기타운 ↔ 향남환승터미널 ↔ 향남신명스카이뷰 ↔ 하길리 (구 33-3번, 수원여객 32-3번과 동일) (2018년 11월 5일 수원여객으로 이관)
- ● 39번: 수원역 ↔ 공구유통타운 ↔ 고색삼거리 ↔ 고색초등학교 ↔ 수원여자대학교 입구 ↔ 영신여자고등학교 ↔ 수영오거리 ↔ 봉담 나들목 ↔ 봉담읍사무소 ↔ 장안대학교 ↔ 상기리 입구 ↔ 수원가톨릭대학교 ↔ 해병대 사령부 ↔ 덕우공단 ↔ 구장리 ↔ 발안삼거리 ↔ 발안초등학교 ↔ 향남환승터미널 (화성시 면허), (저상버스 운행) (2022년 10월 제부여객 으로 이관)
- ● 42번: 북부공영차고지 ↔ 수원SK스카이뷰 ↔ 천천고등학교 ↔ 롯데마트 천천점 ↔ 화서역 ↔ 수원역 환승센터 ↔ 고색동 ↔ 오목천동 ↔ 수영오거리 → 방송통신대학교 → 신창아파트 → 수영오거리 (수원여객과 공동배차하였으나 2018년 5월 이후로 수원여객이 단독 운행)
- ● 44번: 수원대학교 - 병점역 - 나루고등학교
- ● 50번: 평택역 - 안성시청 (1998년 대신여객 5-1번 인수, 2005년경 협진여객에 양도)
- ● 500번: 평택역 - 중앙대학교 (2005년경 협진여객에 양도)
- ● 777번: 수원역 ↔ 장안문 ↔ 수원종합운동장 ↔ 파장동 ↔ 고천 ↔ 호계사거리 ↔ 인덕원역 ↔ 남태령역 ↔ 사당역 (2020년 12월 31일 용남고속에 양도)
- ● 787번: 수원역 ↔ 장안문 ↔ 수원종합운동장 ↔ 파장동 (2017년 12월 14일 운행 중단)
- ● 888번: 경희대학교 - 수원역 - 고천 - 인덕원역 - 과천시 - 양재역 (1990년대 일반좌석으로 운행, 2000년경 수원여객에 양도)
- ● 조암지선: 조암터미널과 발안 바다마트를 기점으로 하여 우정읍, 장안면, 향남읍, 팔탄면 일대를 운행하는 공영버스 노선이다. (화성시 면허),(2022년 10월 제부여객 으로 양도)

### 국토교통부의 광역급행버스
- ● M5532번 : 갈곶동.동부아파트 - 원동초등학교 - 오산역.오산터미널 - U-City 센터앞 - 세교13단지 - 죽미마을입구 - 봉담동탄고속도로 - 경부고속도로 - 남부터미널- 예술의전당 - 방배동래미안아트힐.국립국악원 - 방배동래미안타워.동덕여자중고등학교 - 대항병원.연세사랑병원 - 사당역 (2017년 3월 20일 개통, 2018년 4월 1일 오산교통을 거쳐 2020년 12월 31일 용남고속에 이관 받지만 2022년 12월 31일부로 다시 양도)

### 직행좌석버스
- ● 7900번: 호매실지구 ↔ 권선구청 ↔ 능실마을 ↔ LG빌리지 ↔ 홈플러스 서수원점 ↔ 구운중학교 ↔ 웃거리 ↔ 삼환아파트 ↔ 정자3동 주민센터↔ 동남보건대학교 ↔ 성균관대역 (서울 방향만 경유) ↔ 동원고등학교 ↔ 의왕 나들목 ↔ 과천봉담도시고속화도로 ↔ 사당역 (수원시 면허) (2019년 4월 22일부터 노선 단축, 2020년 1월 6일 폐선)

### 일반좌석버스
- ● 720번: 수원역 - 경기도청 - 동수원사거리 - 아주대학교 - 우만동 3, 4단지 - 경기대학교 후문 - 정평 - 수지초등학교 - 수지구청 - 한국아파트 - 삼성 4차아파트 - 수지중학교, 수지고등학교 - 미금역 - 정든마을 - KT 본사 - 양지마을 - 파크타운 - 효자촌 - 시범단지 - 이매역 - 야탑역 - 야탑동 - 하탑동 - 대원터널 - 상대원동 - 신구대학교 - 을지대학교- 남한산성입구역 (1999년 5월 남양여객 및 경기고속으로부터 양도받은 노선이나 얼마안가 경기고속에 양도하여 시내버스로 전환 후 2019년 3월 16일 폐선)

### 간선급행버스(수원시면허)
- ● 8387번: 수원역 - 사당역 (구 8787번) (7770번의 급행형이었으나 시간차이가 거의 없어 폐선되었다.)

### 시외버스(화성시 면허)
- R9801번: 서수원터미널 - 수원역 (시외버스) - 고색동 - 오목천동 - 봉담읍 - 장안대학교 - 해병대 사령부 - 발안리 - 제암리 - 매곡리 - 해창리 - 수촌리 - 어은리 - 조암한라비발디 - 조암터미널(2019년 3월 1일 R9802번과 통합 및 직행좌석으로 형간 전환)

## 보유 차량
기아
- 기아 뉴 그랜버드 파크웨이
- 기아 뉴 그랜버드 이노베이션 실크로드

현대자동차
- 현대 일렉시티 더블데커
- 현대 유니버스 스페이스 엘레강스
- 현대 뉴 프리미엄 유니버스 스페이스 럭셔리
- 현대 뉴 프리미엄 유니버스 익스프레스 프라임
- 현대 뉴 프리미엄 유니버스 익스프레스 노블
- 현대 뉴 프리미엄 유니버스 엘레강스
- 현대 뉴 프리미엄 유니버스 프라임

MAN
- MAN 라이온스 더블데커

## 사업장 현황
- 본점 : 대한민국 경기도 화성시 안녕길 58
- 수원지점 : 대한민국 경기도 수원시 권선구 세화로 220

## 갤러리

화성시내버스 30번
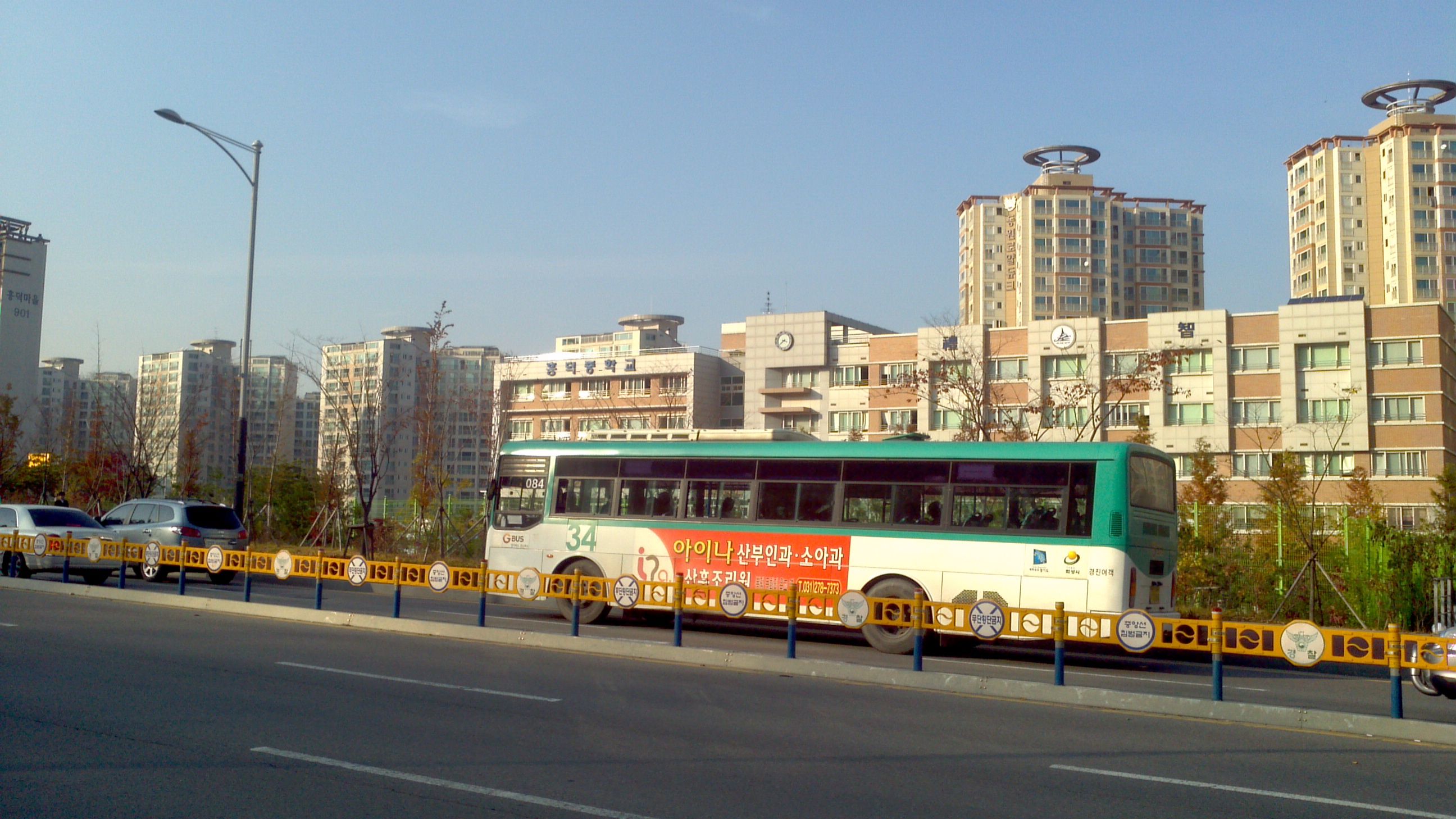
화성시내버스 34번
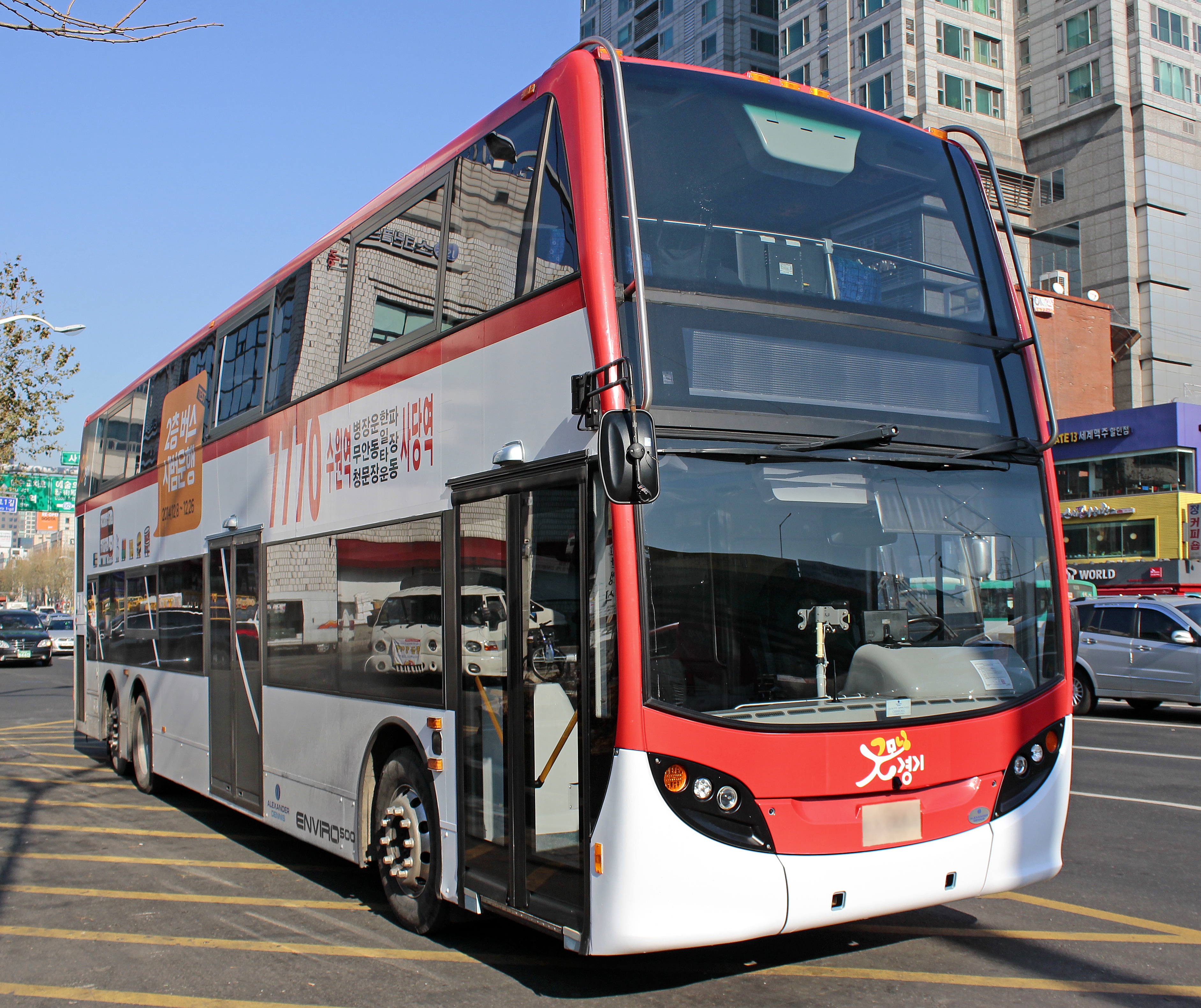
수원시내버스 7770번
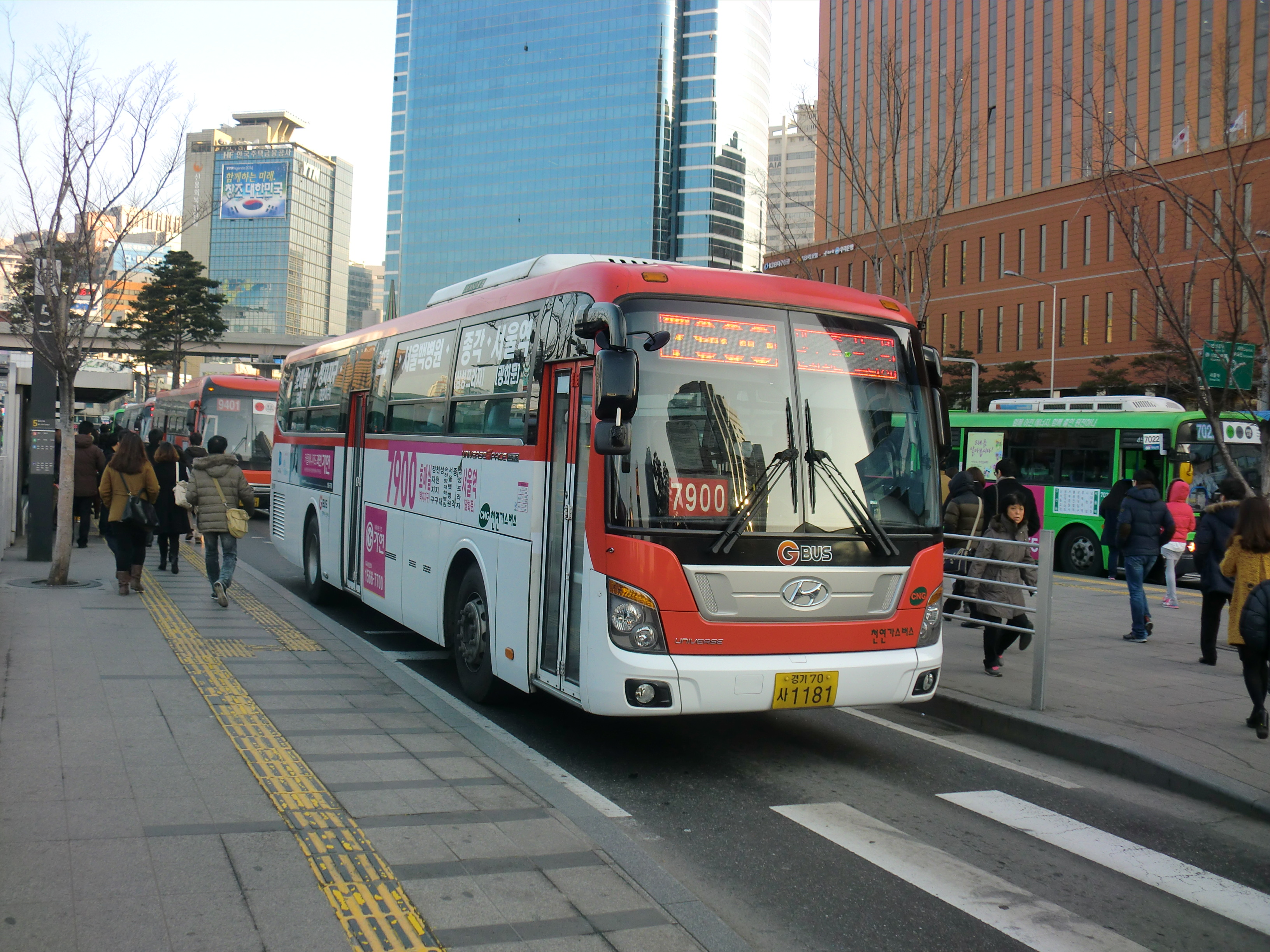
수원시내버스 7900번
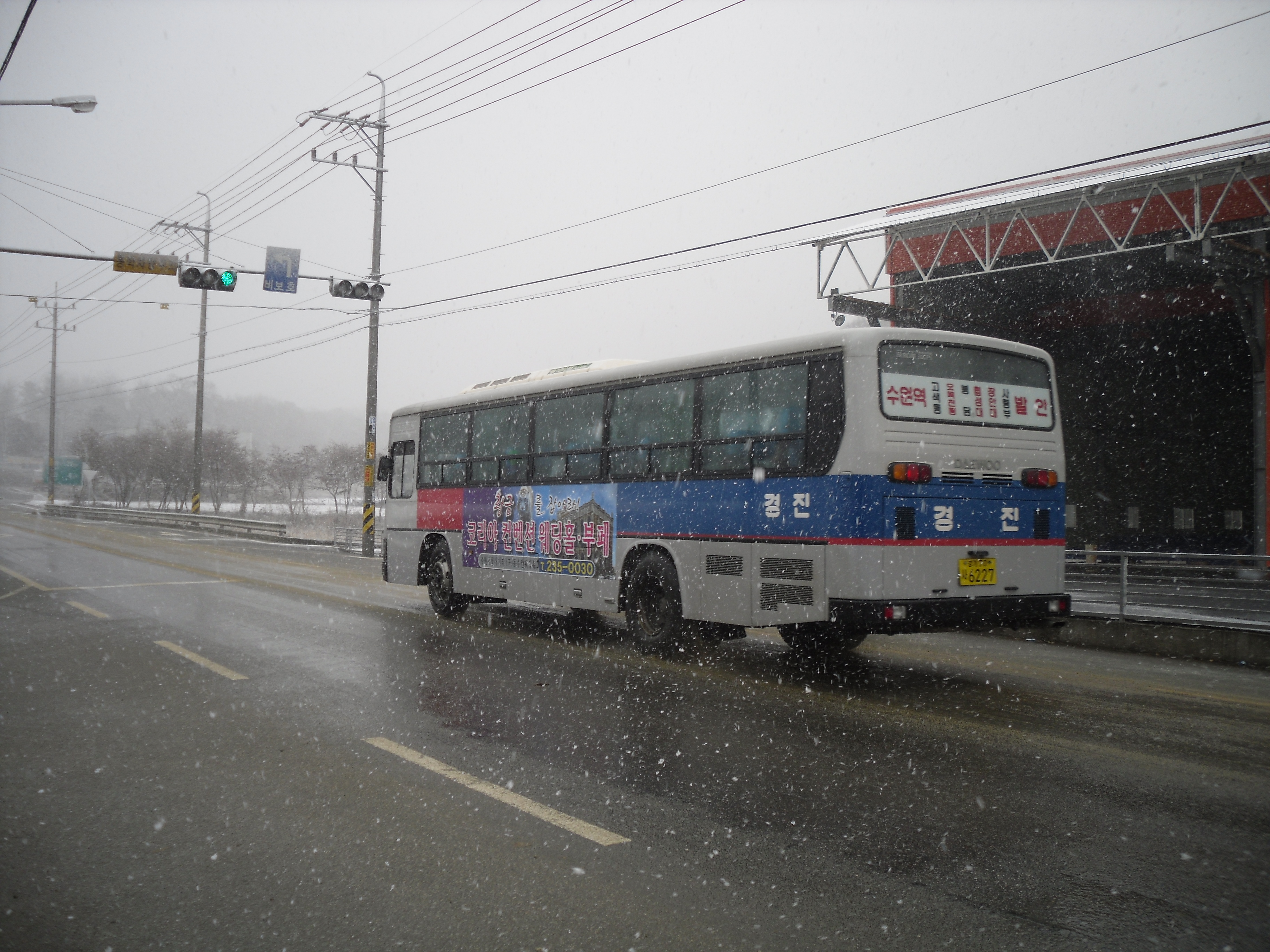
조암리에서 운행하고 있었던 경진여객 소속 시외직행버스 (수원~발안선 무번호 시외버스, 2009년 12월)